# Salomon Sulzer

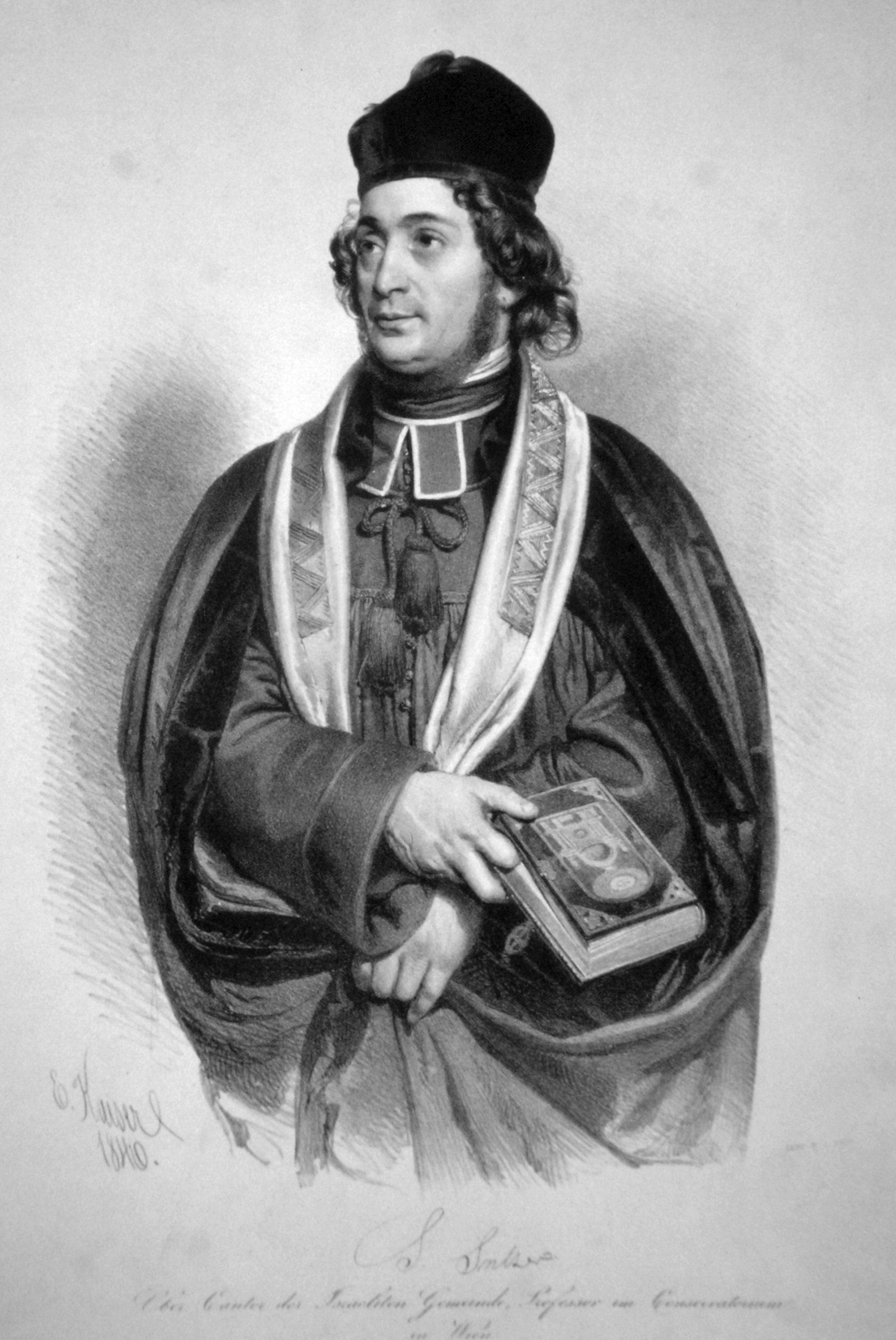
Salomon Sulzer, Lithographie von Eduard Kaiser, 1840

Salomon Sulzer (* 18. März 1804 in Hohenems, Vorarlberg; † 17. Januar 1890 in Wien) war ein österreichischer Chasan und Sakralmusiker.

## Leben

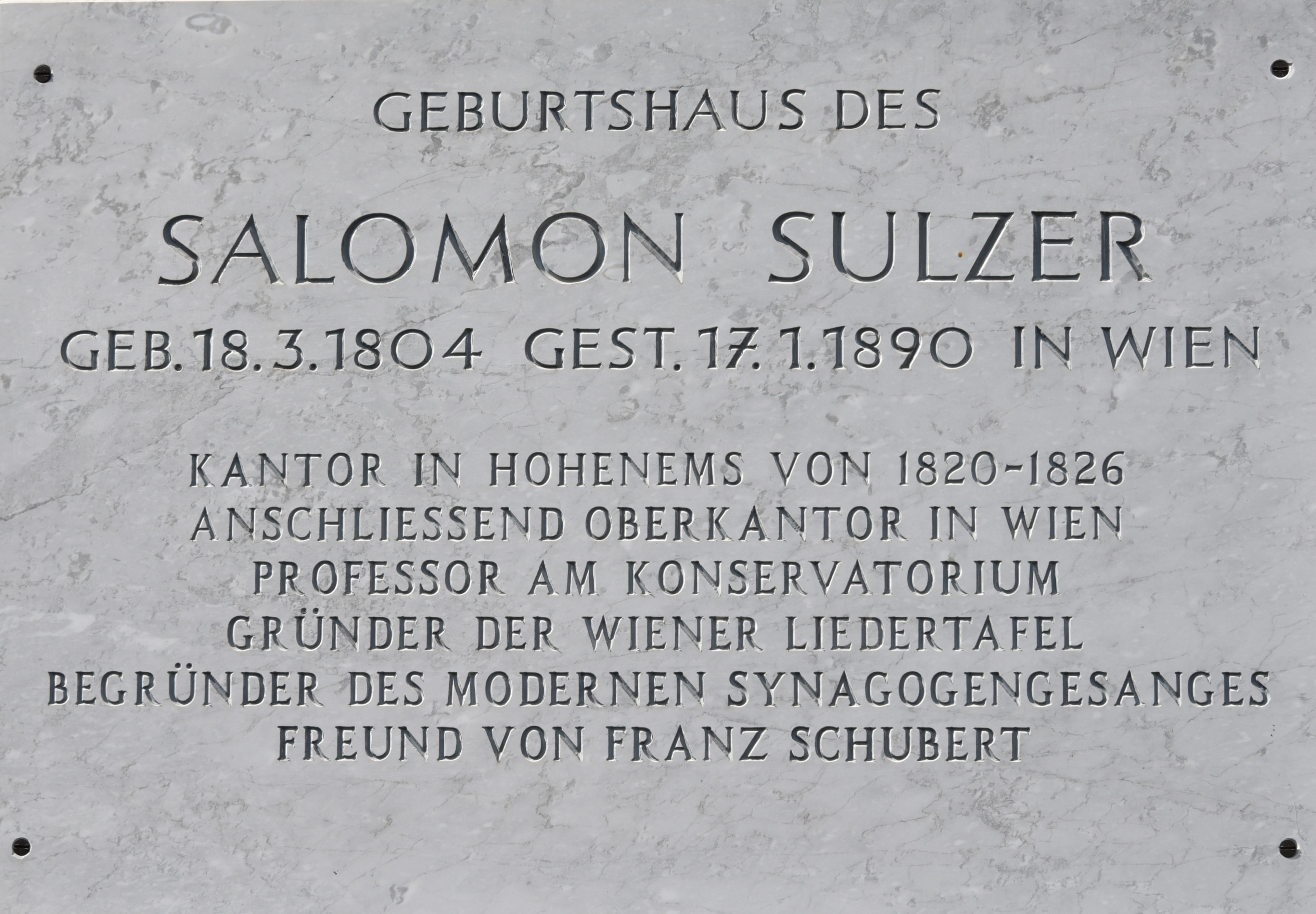
Gedenktafel an seinem Geburtshaus

Salomon Sulzer stammte aus einer jüdischen Familie, welche aus Sulz bei Rankweil in Vorarlberg nach der Vertreibung der dortigen jüdischen Gemeinde im Jahre 1744 nach Hohenems gekommen war. Im Jahr 1813 nahm die Familie den Namen Sulzer an; zuvor hatte sie den Namen Levi geführt.

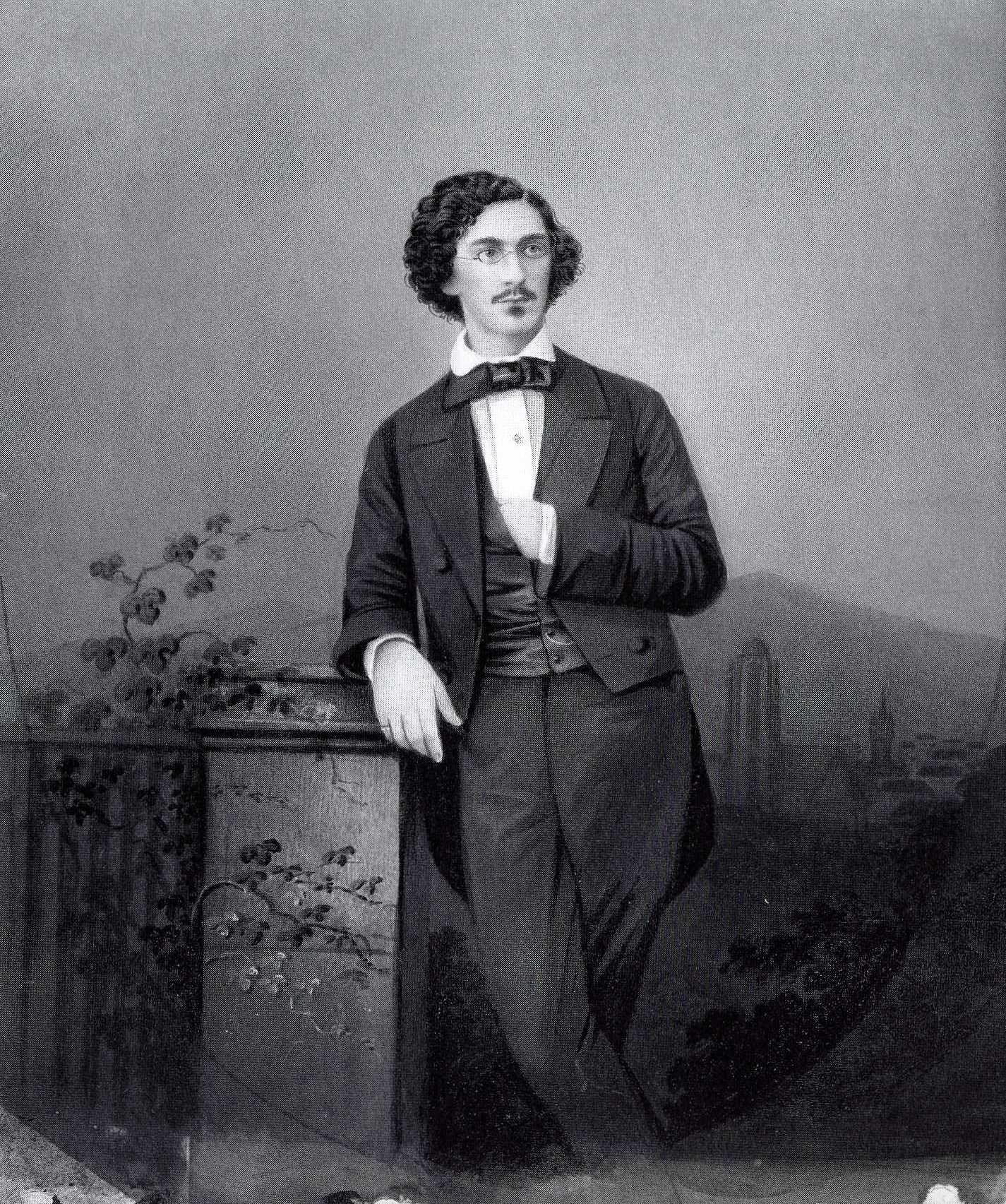
Der junge Salomon Sulzer

Eigentlich sollte Sulzer Nachfolger seines Vaters werden, der ein gutgehendes Handelshaus besaß. Doch wäre der junge Salomon Levi 1811 beinahe als Kind ertrunken. Da dieses Unglück glimpflich ausging, gelobte die Familie, den Sohn zum Chasan oder Rabbiner ausbilden zu lassen.
1817 wurde die Stelle des Kantors in der jüdischen Gemeinde Hohenems frei und die Familie drängte auf eine Bewerbung. Das Argument, er sei noch zu jung – Sulzer war gerade 13 Jahre alt – wurde mit dem Hinweis entkräftet, dass er die Bar Mitzwa abgelegt habe und somit kein Kind mehr sei. Trotzdem bedurfte es eines Gnadenaktes des Kaisers Franz I., um Sulzer in seinem Amt zu bestätigen. Dies erfolgte mit der Auflage, dass er sich die nächsten drei Jahre auf dieses Amt vorbereiten müsse.
Sulzer wurde Schüler Rabbi Lippmans. 1818 reiste Sulzer mit seinem Lehrer durch Frankreich. Nach der Rückkehr ging er für ein Jahr nach Karlsruhe, um Musik zu studieren.
1820, mit 16 Jahren, konnte er die Kantorenstelle in Hohenems übernehmen. Neben seinen Amtspflichten gründete er einen Chor und ein kleines Orchester. In dieser Zeit unterstützte Sulzer einige seiner Musiker finanziell. Da aber das Kantorengehalt ziemlich karg bemessen war, wird angenommen, dass ihn seine Familie tatkräftig unterstützt hat.

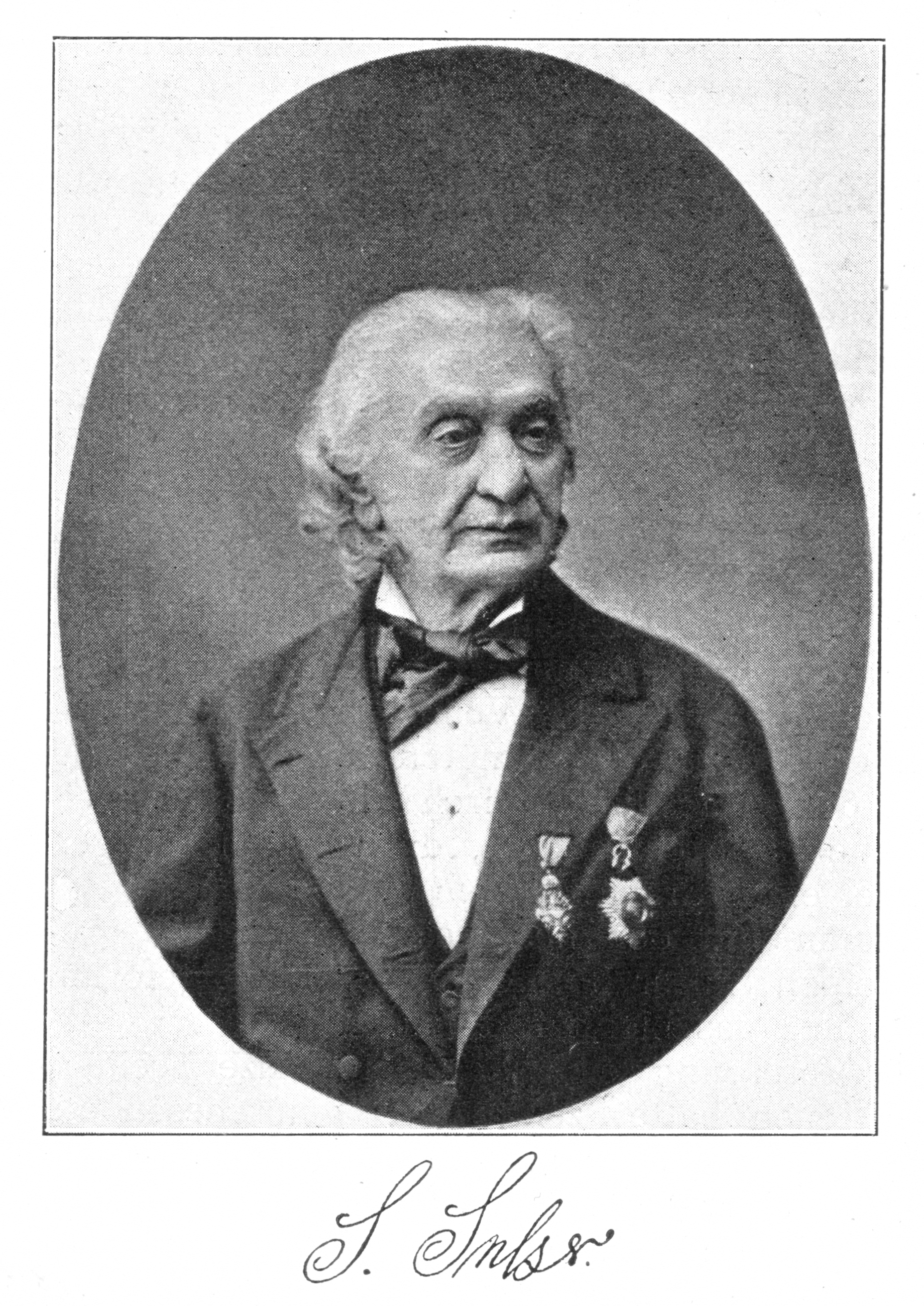
Salomon Sulzer in späteren Jahren

1825 holte Isaak Noah Mannheimer Sulzer nach Wien an die dortige Gemeinde, wo er im israelitischen Bethaus in der Seitenstätter Gasse Nr. 494, das am 9. April 1826 feierlich eröffnet wurde, eine Dienstwohnung im ersten Stock bezog. Auch in Wien studierte er neben seinen Amtsgeschäften Komposition bei Ritter Ignaz von Seyfried. 1828 komponierte Franz Schubert auf Wunsch Sulzers für die Gemeinde Psalm 92 (Lied für den Sabbath), den Moses Mendelssohn übersetzt hatte. Die früheste Manuskriptquelle dieses Stücks, von dem das Autogeraph verloren gegangen ist, wurde 2010 von Alon Schab und David Rees wiederentdeckt.
Am 25. Juni 1827 heiratete er in Wien seine Jugendliebe Fanny Hirschfeld (* 5. Juli 1809 Hohenems; † 10. Juni 1855 Wien), die Tochter eines Kaufmanns, mit der er 16 Kinder hatte, die zwischen 1828 und 1856 geboren wurden: Maria (* 1828–1892), Hermann (* 1829–1831), Julius (* 1830–1891), Hermine (* 1831), Henriette (* 1832–1907), Klara (* 1834), Bertha (* 1835), Rosalie (* 1836), Caroline (* 1837), Emil Theodor (* 1839), Sophie (* 1840), Rachel (* 1843), Auguste (* 1844), Carl (* 1846), Joseph (1850–1926) und Franziska (* 1856). Die letztgenannte heiratete den Journalisten Paul d’Abrest.
Mehrere seiner Kinder wurden ebenfalls Musiker: Sein Sohn Julius Sulzer war Kapellmeister des Hofburgtheaters, Joseph Sulzer wurde Solocellist des Hofopernorchesters, die älteste Tochter Maria verw. v. Belart wurde eine berühmte Sängerin, ebenso ihre Schwester Henriette. Unter ihrem Mädchennamen Henriette Sulzer gastierte sie in mehreren Städten, sie heiratete den Bassisten Annibale Biacchi und leitete später die kaiserliche Oper in Mexiko.
1844 wurde Sulzer als Professor für Gesang an das Konservatorium der Gesellschaft der Musikfreunde berufen. Dieses Lehramt hatte er bis 1847 inne.
Salomon Sulzer schaffte mit seinen Gesängen der Sammlung Schir Zion für den jüdischen Gottesdienst den Durchbruch. Nachdem aus zahlreichen Ländern Europas Anfragen eintrafen, ließ Sulzer 1838 sein Werk veröffentlichen, das nun die jüdische Liturgie reformierte. Der bis dato eher traditionell-orthodoxe Synagogengesang wurde sozusagen europäisiert. Dabei dürfe man auch Neukompositionen nicht ausschließen, wobei bedeutende christliche Komponisten als Vorbild dienen sollten.

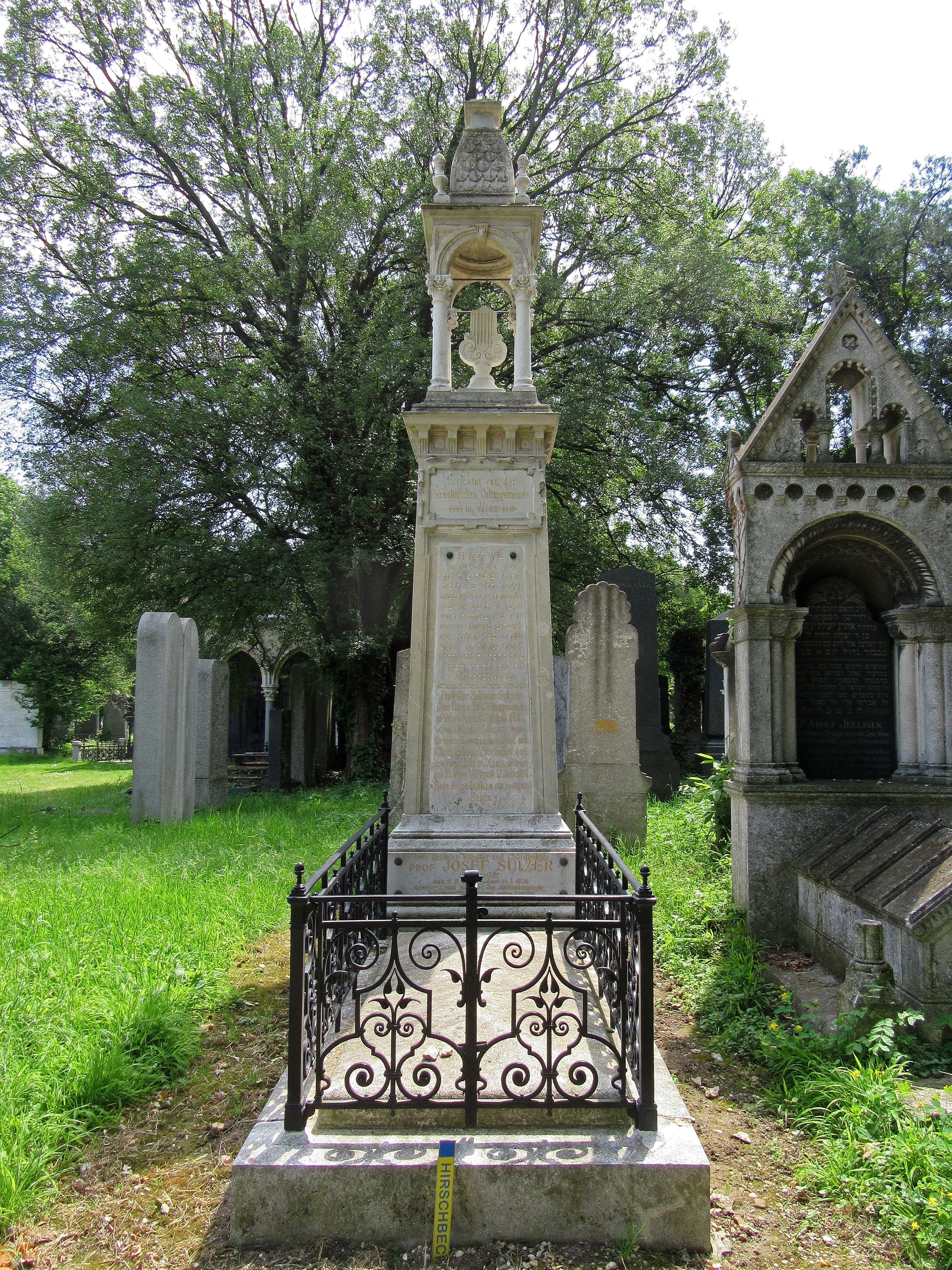
Grab von Salomon Sulzer auf dem Wiener Zentralfriedhof

Salomon Sulzer ruht in der Israelitischen Abteilung des Wiener Zentralfriedhofs. Die ehemalige Synagoge von Hohenems wurde 2003/2004 renoviert und nach ihm wurde der Salomon-Sulzer-Saal benannt. Im März 2025 wurde im Wiener Gemeindebezirk Innere Stadt ein Kreisverkehr beim Salzgries in Salomon-Sulzer-Platz benannt.

## Auszeichnungen
- 1868: Ritter des Franz-Joseph-Ordens

## Werke
- Orientalischer Liebsgruß
- Schir Zion 1 (1838)
- Dudaʼim: kleines liturgisches Gesangbuch (1860)
- Schir Zion 2 (1869)
- Denkschrift an die hochgeehrte Wiener israelitische Cultus-Gemeinde. Zum fünfzigjährigen Jubiläum des alten Bethauses am 1. Nissan 5636 (26. März 1876), Wien: Brüder Winter 1876 (Digitalisat)
- Zikkaron (1890)